# 稚内北星学園短期大学
稚内北星学園短期大学（わっかないほくせいがくえんたんきだいがく、英語: Wakkanai Hokusei Gakuen College）は、北海道稚内市若葉台2290-28に本部を置いていた日本の私立大学である。1987年に設置され、2001年に廃止された。

## 概要

### 大学全体
- 北海道稚内市に所在した日本の私立短期大学で、設置主体は学校法人稚内北星学園[1]。
- 1987年に[2]2つの学科体制で入学定員トータル180名[3]をもって開学した男女共学校だった。
- 1996年に学科の入学定員の変更が行われ、以後1999年入学生まで学生募集を行っていた[注釈 1]。
- 予て設置計画をしていた四年制大学への水増しが認可されたため、2001年をもって短期大学としての使命を終えた[4]。

### 教育および研究
- 経営情報学科では、UNIXとC言語コンピューター教育を中心としたコンピューター教育に重きを置いていた。
- 英文学科には、「英語英文」と「英語情報」の各コースが設けられていた。

### 学風および特色
- 稚内北星学園短期大学は地域住民の永年の願いに応え、学校法人北星学園の協力により創設された。
- キリスト教精神に基づいた教育が行われていたところに特色があった。
- アメリカでの海外留学制度が行われていた。

## 沿革
- 1986年
  - 3月 短期大学を設置するための立地が内定済となっている[5]。
  - 10月 短期大学の認可申請待ちとなる[6]。
- 1987年
  - 2月3日 左記を以て文部省[注 1]より短期大学の設置が認可される[7]。
  - 4月1日 左記を以て稚内北星学園短期大学が以下の学科体制をもって開学。
    - 英文学科 [注 3]
    - 経営情報学科 [注 5]

  - 4月15日 入学式が同短期大学にて挙行される[10]
- 1989年
  - 3月 稚内北星学園短期大学振興協議会が発足する[10]。
- 1990年
  - 4月1日 左記を以て英文学科に英語情報コースを設ける[10]。
- 1992年　
  - 4月1日 左記を以て専攻科経営情報専攻[注 6]が設置される[11][12]。
- 1996年
  - 4月1日 左記を以て学科の入学定員を以下の通り変更する[13]。
    - 英文学科 80→60[注 8]
    - 経営情報学科 100→120[注 10]
- 1999年 学生募集が最後となる[注 13][注釈 1]
- 2001年　
  - 5月29日 左記を以て正式に廃止される[4]。

## 基礎データ

### 所在地
- 北海道稚内市若葉台2290-28[注 14]

## 教育および研究

### 組織

#### 学科
- 英文学科 入学定員60名
- 経営情報学科 入学定員120名

#### 専攻科
- 経営情報専攻

#### 別科
- なし

#### 取得資格について
- 中学校教諭二種免許状
  - 英語：英文学科にて設置されていた[19]。
  - 数学：経営情報学科にて設置されていた[19]。

## 大学関係者と出身者

### 大学関係者
- 木村謙二：開学から閉学まで学長を歴任。
- 加藤多一：児童文学者。教授。
- 桜庭康喜：地方自治の研究者。講師。

### 出身者
- 清水真：一般社団法人姿勢道普及協会理事長

## 施設

### 寮
- 設置されていた。

## 対外関係

### 他大学との協定
- 1987年9月 アメリカ合衆国バージニア州のイースタンメイナイト大学と姉妹校提携を結ぶ[10]。

## 卒業後の進路について

### 就職について
- 全学科とも一般企業への就職者が多かった。また、教育職員免許状を活かして中学校教諭に就いた人もいる。

### 編入学･進学実績
- 北星学園大学および稚内北星学園短期大学専攻科への進学者がいたものとみられる。

## 関連サイト
- 稚内北星学園短期大学
- 稚内北星学園大学のあゆみ